# Leptonetela geminispina
Espèce
Leptonetela geminispina est une espèce d'araignées aranéomorphes de la famille des Leptonetidae.

## Distribution
Cette espèce est endémique du Guizhou en Chine,.

## Publication originale
- (en) Yucheng Lin et Shu-qiang Li, « Leptonetid spiders from caves of the Yunnan-Guizhou Plateau, China (Araneae: Leptonetidae) », Zootaxa, vol. 2587, no 1,‎ 31 août 2010, p. 1-93 (ISBN 978-1-86977-573-5 et 978-1-86977-574-2, ISSN 1175-5326, e-ISSN 1175-5334, DOI 10.11646/ZOOTAXA.2587.1.1 , lire en ligne [PDF]).